# (34793) 2001 SO12
2001 SO12 (asteroide 34793) é um asteroide da cintura principal. Possui uma excentricidade de 0.15136210 e uma inclinação de 5.18806º.
Este asteroide foi descoberto no dia 16 de setembro de 2001 por LINEAR em Socorro.